# Helena (Geórgia)
Helena é uma cidade localizada no estado americano de Geórgia, no Condado de Telfair e Condado de Wheeler.

## Demografia
Segundo o censo americano de 2000, a sua população era de 2307 habitantes.
Em 2006, foi estimada uma população de 2431, um aumento de 124 (5.4%).

## Geografia
De acordo com o United States Census Bureau tem uma área de
5,5 km², dos quais 5,5 km² cobertos por terra e 0,0 km² cobertos por água.

## Localidades na vizinhança
O diagrama seguinte representa as localidades num raio de 28 km ao redor de Helena.